# Natalia Duco
Natalia Duco (San Felipe, 31 gennaio 1989) è una pesista cilena.

## Palmarès
| Anno | Manifestazione          | Sede           | Evento         | Risultato | Misura  | Note                                     |
| ---- | ----------------------- | -------------- | -------------- | --------- | ------- | ---------------------------------------- |
| 2005 | Mondiali allievi        | Marrakech      | Getto del peso | 4ª        | 14,44 m |                                          |
| 2006 | Mondiali juniores       | Pechino        | Getto del peso | 12ª       | 14,38 m |                                          |
| 2007 | Campionati sudamericani | San Paolo      | Getto del peso | Bronzo    | 16,20 m |                                          |
| 2008 | Giochi olimpici         | Pechino        | Getto del peso | 22ª (q)   | 17,40 m |                                          |
| 2008 | Mondiali juniores       | Bydgoszcz      | Getto del peso | Oro       | 17,23 m |                                          |
| 2009 | Campionati sudamericani | Lima           | Getto del peso | Oro       | 17,73 m |                                          |
| 2009 | Mondiali                | Berlino        | Getto del peso | 18ª (q)   | 17,61 m |                                          |
| 2010 | Giochi sudamericani     | Medellín       | Getto del peso | Oro       | 17,71 m | Record dei Giochi                        |
| 2011 | Campionati sudamericani | Buenos Aires   | Getto del peso | Oro       | 17,15 m |                                          |
| 2011 | Mondiali                | Taegu          | Getto del peso | 18ª (q)   | 17,42 m |                                          |
| 2011 | Giochi panamericani     | Guadalajara    | Getto del peso | 5ª        | 17,56 m |                                          |
| 2012 | Olimpiadi               | Londra         | Getto del peso | 9ª        | 18,80 m | Record nazionale                         |
| 2013 | Universiadi             | Kazan'         | Getto del peso | Bronzo    | 17,96 m |                                          |
| 2013 | Mondiali                | Mosca          | Getto del peso | 11ª       | 18,02 m |                                          |
| 2014 | Mondiali indoor         | Sopot          | Getto del peso | 13ª (q)   | 17,24 m | Record nazionale                         |
| 2014 | Giochi sudamericani     | Santiago       | Getto del peso | Oro       | 18,07 m | Record dei Giochi                        |
| 2015 | Campionati sudamericani | Lima           | Getto del peso | Argento   | 17,56 m | Miglior prestazione personale stagionale |
| 2015 | Giochi panamericani     | Toronto        | Getto del peso | Bronzo    | 18,01 m | Miglior prestazione personale stagionale |
| 2015 | Mondiali                | Pechino        | Getto del peso | 9ª        | 17,98 m |                                          |
| 2016 | Olimpiadi               | Rio de Janeiro | Getto del peso | 10ª       | 18,07 m |                                          |
| 2017 | Mondiali                | Londra         | Getto del peso | 15ª (q)   | 17,66 m |                                          |
| 2017 | Universiadi             | Taipei         | Getto del peso | 4ª        | 17,73 m |                                          |
| 2018 | Giochi sudamericani     | Cochabamba     | Getto del peso | Oro       | 18,07 m | Record dei Giochi                        |
| 2022 | Giochi sudamericani     | Asunción       | Getto del peso | Oro       | 17,08 m |                                          |
| 2023 | Campionati sudamericani | San Paolo      | Getto del peso | Bronzo    | 16,93 m |                                          |
| 2023 | Giochi panamericani     | Santiago       | Getto del peso | 7ª        | 16,58 m |                                          |
| 2024 | Giochi olimpici         | Parigi         | Getto del peso | 30ª (q)   | 16,11 m |                                          |

## Altre competizioni internazionali
2014
- 6ª al Rabat Meeting International Mohammed VI ( Rabat), getto del peso - 17,94 m
- 4ª allo Spitzen Leichtathletik ( Lucerna), getto del peso - 17,13 m
- Oro ai Campionati ibero-americani ( San Paolo), getto del peso - 17,53 m
- 8ª al British Athletics Grand Prix ( Birmingham), getto del peso - 16,97 m